# لزک دانکی
لزک دانکی (انگلیسی: Leszek Dunecki؛ زادهٔ ۲ اکتبر ۱۹۵۶) ورزشکار دو و میدانی اهل لهستان است.
وی در مسابقات کشوری و بین‌المللی در مجموع برندهٔ ۴ مدال طلا، ۴ مدال نقره، ۱ مدال برنز شده‌است.